# Basil de Ferranti
Basil de Ferranti (n. 2 iulie 1930 – d. 24 septembrie 1988) a fost un om politic britanic, membru al Parlamentului European în perioadele 1979-1984 și 1984-1989 din partea Regatului Unit. 
1. 1 2 3 4 5 6  The Peerage
2. 1 2  Deputații în Parlamentul European
3. 1 2  Hansard 1803–2005